# Доссе, Жан
Жан Доссе́ (фр. Jean Dausset; 19 октября 1916, Тулуза, Франция — 6 июня 2009, Пальма-де-Мальорка, Испания) — французский гематолог и иммунолог, лауреат Нобелевской премии по физиологии и медицине 1980 года за открытие главного комплекса гистосовместимости, группы генов, отвечающих за распознавание чужеродных веществ и развитие иммунного ответа (совместно с Барухом Бенасеррафом и Джорджем Снеллом).
Член Французской АН (1977) и Национальной академии медицины в Париже (1977), иностранный член Национальной АН США (1981) и почётный член Венгерской АН (1981).
Во время Второй мировой войны служил военным врачом в Северной Африке, а затем в Лондоне. В 1958—1977 годах работал в Парижском университете, в 1977—1987 годах профессор экспериментальной медицины в Коллеж де Франс. Президент-основатель Fondation Jean Dausset-CEPH (с 1984 года).
Почётный член British Society for Immunology.
В 1992 году подписал «Предупреждение человечеству».
Скончался в Испании, где жил в течение последних двух лет.

## Награды
- 1967 — Серебряная медаль Национального центра научных исследований
- 1967 — Государственная премия Французской академии наук[фр.]
- 1977 — Премия Роберта Коха
- 1977 — Международная премия Гайрднера[10]
- 1978 — Премия Вольфа по медицине[11]
- 1980 — Нобелевская премия по физиологии или медицине
- 1982 — Большая золотая медаль SEP
- 1987 — Премия Хонда
- 1999 — Большой крест ордена Почётного легиона
- 2005 — Премия Раймунда Луллия[кат.]